# Colin Matthew
Henry Colin Gray Matthew (15 janvier 1941 - 29 octobre 1999) est un historien et universitaire britannique. Il est rédacteur en chef de l'Oxford Dictionary of National Biography et éditeur des journaux de William Ewart Gladstone.

## Jeunesse
Matthew est né à Inverness le 15 janvier 1941. Il fait ses études à l'Académie d'Edimbourg et plus tard à l'école publique anglaise de Sedbergh. Il se rend à Christ Church à l'Université d'Oxford en 1960 pour lire l'histoire moderne. Il obtient un baccalauréat ès arts (BA) en 1963.

## Carrière académique
En 1963, Matthew part travailler comme enseignant dans ce qui est aujourd'hui la Tanzanie, en Afrique de l'Est, où il rencontre son épouse américaine Sue Ann Curry (née en 1941). Ils déménagent à Oxford en 1966, où ils se marient. Matthew commence par un diplôme inachevé en politique et en économie, puis un doctorat sur l'aile impériale du Parti libéral dans les années 1890 et 1900, terminé en 1970.
En 1970, Matthew est nommé maître de conférences en études Gladstone à Christ Church, poste lié à l'édition des journaux de Gladstone, alors en cours de préparation pour publication par Michael R. D. Foot. En 1972, Matthew succède à Foot en tant qu'unique rédacteur et termine le projet. En 1978, Matthew est élu membre et tuteur en histoire moderne au St Hugh's College d'Oxford.
Lorsque Oxford University Press propose une révision du Dictionary of National Biography au début des années 1990, le travail de Matthew sur les journaux de Gladstone le recommande pour le poste. Il commence à travailler en 1992 et conçoit la structure éditoriale et les lignes directrices du dictionnaire, ainsi que la rédaction ou la révision de plusieurs centaines d'articles pour l'ouvrage.
Il reçoit le prix Wolfson d'histoire en 1996 pour un ouvrage sur Gladstone.
Matthew est décédé d'une crise cardiaque à Oxford le 29 octobre 1999. Le dictionnaire est publié en 2004 selon le plan de Matthew.